# Кошка, которая гуляла сама по себе (мультфильм)
«Кошка, которая гуляла сама по себе» — советский полнометражный мультфильм 1988 года по мотивам произведений Р. Киплинга. Режиссёр Идея Гаранина включила в него почти все виды мультипликационных технологий.
Картина — одна из наиболее ярких работ «Союзмультфильма» конца 1980-х годов. Вторая советская экранизация одноимённой сказки Редьярда Киплинга из сборника «Просто сказки» (англ. Just So Stories).

## Сюжет
Родители укладывают малыша спать и уходят. Малыш плачет, и в комнату входит кошка, чтобы составить ему компанию. Малыш пытается схватить кошкин хвост, но она говорит ему, что этого делать не следует, согласно договору, заключённому тысячу лет назад. Видя, что малыш не понимает, кошка решает рассказать ему историю о Начале Начал. Малыш и вместе с ним зрители перенесутся во времена покорения природы, приручения собаки, лошади, коровы. Узнают малыши и о Красной книге, об исчезающих видах животных, которых надо беречь.

## Создатели
| Авторы сценария               | Идея Гаранина, Мария Соловьёва |
| Режиссёр-постановщик          | Идея Гаранина |
| Художник-постановщик          | Нина Виноградова |
| Оператор-постановщик          | Александр Виханский |
| Композитор                    | София Губайдулина |
| Роли озвучивали:              | Иван Бурляев (Малыш), Инна Чурикова (Кошка), Валентина Пономарёва, Анна Каменкова (Женщина), Елена Санаева (Корова), Георгий Бурков (Мужчина; Собака), Николай Караченцов (Конь), Ногон Шумаров                                                                                         |
| Художники-мультипликаторы:    | Юрий Батанин, Лидия Маятникова, Татьяна Молодова, Ольга Панокина, Елена Гаврилко, Акоп Киракосян, Виолетта Колесникова, Александр Панов, Александр Горленко, Анатолий Абаренов, Владимир Шевченко                                                                                       |
| Куклы и декорации изготовили: | Олег Масаинов, Владимир Аббакумов, Павел Гусев, Михаил Колтунов, Наталия Гринберг, Лилианна Лютинская, Светлана Знаменская, Наталия Барковская, Нина Молева, Марина Чеснокова, Анна Ветюкова, Николай Закляков, Владимир Алисов, Александр Максимов, Э. Белова, В. Платонов, О. Потанин |
| Ассистенты режиссёра:         | Л. Родионова, Инна Карп, Зоя Кредушинская, Марианна Новогрудская |
| Ассистент кинооператора       | Вадим Прудников |
| Ассистенты художника:         | Е. Гагарина, Т. Гроховская, Е. Залетаева, Г. Мелько, Е. Недошивина, И. Моисеева, С. Глаголев, Е. Александрова, Владимир Байрамов |
| Скульптор                     | Светлана Асерьянц |
| Звукооператор                 | Владимир Виноградов, Сергей Карпов |
| Монтажёр                      | Надежда Трещёва |
| Редактор                      | Раиса Фричинская |
| Директор съёмочной группы     | Григорий Хмара |
| Администраторы                | Бэла Ходова, Н. Этлис |